# Hermsdorf (Hohe Börde)
Hermsdorf è una frazione del comune tedesco di Hohe Börde, nel land della Sassonia-Anhalt.
Fino al 31 dicembre 2009 ha costituito un comune autonomo.